# Wolf-Dietger Machel
Wolf-Dietger Machel (* 1953 in Potsdam) ist ein deutscher Eisenbahnhistoriker und Publizist.
Wolf-Dietger Machel erlernte den Beruf des Betriebs- und Verkehrseisenbahners und arbeitete kurze Zeit bei der Deutschen Reichsbahn. Danach absolvierte er ein Studium, das er 1980 als Eisenbahnbetriebsingenieur abschloss. Anschließend wandte er sich hauptberuflich der Eisenbahnpublizistik zu. Er war von 1983 bis 1990 Chefredakteur der Zeitschrift Der Modelleisenbahner. Als Autor und Herausgeber publiziert er vorrangig zur Geschichte der deutschen Neben-, Klein- und Schmalspurbahnen. Er ist Vorsitzender des Vereins Verkehrsgeschichtliche Blätter e. V., der die gleichnamige Zeitschrift herausgibt.
Aktuell arbeitet Wolf-Dietger Machel an einem Buch über die Anklam-Lassaner Kleinbahn (ALKB), anlässlich ihres 125-jährigen Jubiläums. Das Buch soll im Lauf des Jahres 2021 erscheinen.

## Schriften (Auswahl)
- Die Greifswalder Kleinbahnen (mit Werner Hormann). VBN Verlag B. Neddermeyer, Berlin 2014, ISBN 978-3-941712-37-9.
- Kleinbahnen in der Uckermark (mit Rudi Buchweitz). VBN Verlag Bernd Neddermeyer, Berlin 2010, ISBN 978-3-933254-88-7.
- Kleinbahnen im Altkreis Greifswald (mit Werner Hormann). Verlag Kenning, Nordhorn 1998, ISBN 3-927587-85-0.
- Die Mecklenburg-Pommersche Schmalspurbahn. Transpress, Berlin 1984 (2. überarbeitete Auflage: Transpress, Stuttgart 1997, ISBN 3-613-71053-6).
- Die Anklam-Lassaner Kleinbahn (= Beiträge zur Lassaner Heimatgeschichte. Heft 2). Interessenverband Heimatgeschichte Lassan (Hrsg.), Greifswald 1991.
- Die Schmalspurbahnen der Zuckerfabriken an der MPSB. Friedland – Jarmen – Anklam. Herdam, Gernrode 2002, ISBN 3-933178-11-8.
- Enzyklopädie der deutschen Schmalspurbahnen. GeraMond, München 2011, ISBN 978-3-86245-101-2.
- Berliner Schienennahverkehr. Bild und Heimat, Berlin 2013, ISBN 978-3-86789-415-9.
- Die Anklam-Lassaner Kleinbahn – Zwischen Peene und Peenestrom. (= Beiträge zur Lassaner Heimatgeschichte. Heft 16), VBN Bernd Neddermeyer, Berlin 2021, ISBN 978-3-941712-83-6.